# Виц
Вицът представлява кратка история с хумористична насоченост, която може да бъде използвана в различни ситуации като средство за социализация или начин за привличане на вниманието и забавляване на по-големи групи от хора.
Вицът е показване на хумор, в който думите се използват в специфична и добре дефинирана наративна структура, за да накара хората да се смеят и не е предназначена да бъде възприемана сериозно. Той приема формата на история, обикновено с диалог, и завършва с ударна линия. Именно в линията на удара аудиторията осъзнава, че историята съдържа второ, противоречиво значение. Това може да стане чрез игра на думи или друга игра с думи като ирония, логическа несъвместимост, глупост или други средства. Лингвистът Роберт Хецрон предлага следното определение:

Вицът е кратък хумористичен текст на устна литература, в който забавлението завършва в последното изречение. Всъщност основното изискване е напрежението да достигне най-голяма сила в самия край. Не трябва да се добавя никакво продължаване на напрежението. Що се отнася до това, че вицът е „устна“ литература, вярно е, че шегите могат да се появят отпечатани, но след това не е задължително да се възпроизвеждат дословно за разлика от поезията.

Вицовете имат дълга история, като е трудно да се определи с точност времето на тяхното възникване, тъй като има много малко документи, доказващи появата на първите шеги, в началото разпространявани само от уста на уста.